# Roberto Payró
Roberto Jorge Payró, född den 19 april 1867 i Mercedes (Buenos Aires), död den 8 april 1928 i Lomas de Zamora, var en argentinsk journalist och författare.
Payró utgav redan vid 17 års ålder en diktsamling, Ensayos poéticos, och året därefter romanen Antigona samt novellsamlingarna Scripta och Novelas y jantasias. Hans främsta arbeten är romanerna El falso Inca (1905), El casamiento de Laucha (1906), Pago chico (1908) och Divertidas aventuras del nieto de Juan Moreira (1911) samt de dramatiska arbetena Canción tragica (1903), Sobre las ruinas (1904), Marco Severi (1905) och El triunfo de los otros (1907).